# Xenia crenata
Xenia crenata är en korallart som beskrevs av Reinicke 1997. Xenia crenata ingår i släktet Xenia och familjen Xeniidae.
Artens utbredningsområde är Röda havet. Inga underarter finns listade i Catalogue of Life.